# Wilfrid (namn)
Wilfrid är ett förnamn.

## Personer med namnet
- Wilfrid av York (ca 633-709), engelsk biskop och helgon
- Wilfrid Ashley (1867-1939), baron och konservativ brittisk minister
- Wilfrid Scawen Blunt (1840-1922), engelsk författare och äventyrare
- Wilfrid Brambell (1912-1985), irländsk skådespelare
- Wilfrid, klosternamn för Frederick William Faber (1814-1863), engelsk präst, ordensgrundare och psalmförfattare
- Wilfrid de Fonvielle (1824-1914), fransk skriftställare och luftseglare
- Wilfrid Forgues (född 1969), fransk kanotist
- Wilfrid Hyde-White (1903-1991), brittisk skådespelare
- Wilfrid Laurier (1841-1919), kanadensisk premiärminister
- Sir Wilfrid Lawson, 1:e baronet, av Isell (omkring 1610–1688), engelsk parlamentsledamot
- Sir Wilfrid Lawson, 2:e baronet, av Isell (1664–1704), engelsk parlamentsledamot
- Sir Wilfrid Lawson, 3:e baronet, av Isell (1697–1737), brittisk parlamentsledamot
- Sir Wilfrid Lawson, 8:e baronet (omkring 1707–1762), brittisk parlamentsledamot
- Sir Wilfrid Lawson, 10:e baronet (omkring 1764–1806), brittisk botaniker och mecenat
- Sir Wilfrid Lawson, 1:e baronet, av Brayton (1795–1867), brittisk politiker
- Sir Wilfrid Lawson, 2:e baronet, av  Brayton (1822–1906), brittisk politiker
- Sir Wilfrid Lawson, 3:e baronet, av  Brayton (1862–1937), brittisk politiker
- Wilfrid Lawson (1545–1632), engelsk parlamentsledamot
- Wilfrid Lawson (omkring 1636–omkring 1679), engelsk parlamentsledamot
- Wilfrid Lawson (1900–1966), brittisk skådespelare
- Wilfrid Sellars (1912-1989), amerikansk filosof
- Wilfrid Stinissen (1927-2013), belgisk-svensk karmelitmunk och andlig författare
- Wilfrid Philip Ward (1856-1916), engelsk skribent